# Vicar
Vicar, egentligen Victor José Arriagada Ríos, född 16 april 1934 i Santiago, Chile, död 3 januari 2012 i Santiago, var en chilensk serietecknare av bland annat Kalle Anka. 
Vicar (namnet betonas på andra stavelsen) upptäckte tidigt sin konstnärliga talang, men hade först inga ambitioner att försörja sig på den, utan utbildade sig till ingenjör. 1956, strax innan han tog sin examen, deltog han i en teckningstävling, som han till sin egen förvåning vann första pris i. Tidningen El Mercurio anställde honom som politisk skämttecknare.
Samtidigt som han avslutade sina studier började han således sin karriär som illustratör, med att teckna politiska karikatyrer. Han har fortsatt att arbeta i branschen sedan dess. 
1960 flyttade Vicar till Barcelona i Spanien, där det fanns gott om jobb åt duktiga tecknare på den tiden, och där han hankade sig fram med diverse illustrationsarbeten. 1966 började han teckna serier, och fem år senare, 1971, började han teckna Disneyserier åt dåvarande Gutenberghus (nu Egmont). Det är mängden som gör det var den svenska titeln på den första Disneyserie av honom som publicerades i Sverige, i Kalle Anka & C:o nummer 40 1971.
1975 flyttade han tillbaka till Chile, där han sedan bodde kvar bodde fram till sin död. Vicars position inom Disneyserier växte med tiden, och han byggde upp en studio med flera tecknare och tuschare. Vicar och hans medarbetare producerade upp till 200 seriesidor per år vilket gjorde honom till den mest produktive Disneytecknaren. I Sverige finns mer än 1 400 serier av Vicar publicerade, och över 10 000 seriesidor av honom har totalt producerats. Han skrev emellertid bara manus till en serie, Det hänger på ett ben från 1997 (publicerad i Kalle Anka & C:o 33/1997), som han för övrigt klassade som sin egen favorit bland sina serier.
Tillsammans med Egmontredaktörerna Unn och Stefan Printz-Påhlson skapade Vicar 1995 den urstarka stenåldersflickan Prinsessan Umpa. Han fortsatte sedan att teckna hennes öden och äventyr under de följande 10 åren.
1995 illustrerade Vicar också Stefan Printz-Påhlsons första berättelser om den utomjordiske storskurken Tachyon Svisch. I ett annat samarbete med Stefan Printz-Påhlson tecknade Vicar också ett avsnitt i Egmonts populära albumserie Kalle Anka och Tidsmaskinen. Vicars bidrag hette Grotthövdingens Mantel, och var skrivet av den engelske manusförfattaren Paul Halas.
Carl Barks sade vid ett tillfälle att han ser Vicar som den bäste Disneytecknaren, till och med bättre än Barks själv. Många menar att det inte är någon slump att Vicar och Kalle Anka är "födda" samma år, 1934.   
Vicar tecknade under 1960-talet den danska seriefiguren Rasmus Nalle, och tecknade även en egen serie; Ramón. 
Vicar avled i leukemi den 3 januari 2012.